# Port lotniczy Mueo/Nickel
Port lotniczy Mueo/Nickel (IATA: PDC, ICAO: NWWQ) – port lotniczy zlokalizowany w miejscowości Mueo (Nowa Kaledonia).